# Route 5 (Alberta)
Pour les articles homonymes, voir Route 5.
La Route 5 est une route de 129 km (80 mi) reliant le Parc national des Lacs-Waterton à Lethbridge, dans le sud de l'Alberta. Elle débute comme route ouest / est à Waterton Park et devient une route sud / nord avant de prendre fin à une intersection avec la route 3 (Route Crowsnest) à Lethbridge,.
La rotue 5 fait partie de la Cowboy Trail entre la route dans le Parc national des Lacs-Waterton et Cardston.

## Description du tracé
La route 5 débute dans le hameau de Waterton Park lequel se trouve dans le Parc national des Lacs-Waterton. Après avoir quitté le parc, la route se dirige généralement vers l'est en passant par les hameaux de Mountain View et de Leavitt ainsi que dans la municipalité de Cardston. Après avoir passé par Cardston, la route bifurque vers le nord-est et passe par Spring Coulee, Magrath et Welling Station. Peu après avoir passé par Welling Station, la route bifurque vers le nord et passe par Welling avant de prendre fin à la jonction avec la route 3 à Lethbridge,.
La route 5 est nommée la Mayor Magrath Drive dans les limites de Lethbridge.

## Intersections majeures
| Municipalité rurale / spécialisée           | Ville               | km                                  | Destinations                                           | Notes                                           |
| ------------------------------------------- | ------------------- | ----------------------------------- | ------------------------------------------------------ | ----------------------------------------------- |
| I.D. No 4 (Parc national des Lacs-Waterton) | Waterton Park       | 0,00                                | Mountview Road / Evergreen Avenue                      |                                                 |
| I.D. No 4 (Parc national des Lacs-Waterton) |                     | 8,60                                | AB-6 nord (Cowboy Trail) – Pincher Creek               | Terminus sud du multiplex avec l'AB-6           |
| I.D. No 4 (Parc national des Lacs-Waterton) | 9,50                | AB-6 sud – Frontière des États-Unis | Terminus nord du multiplex avec l'AB-6                 |                                                 |
| Comté de Cardston                           |                     | 26,40                               | AB-800 nord – Hill Spring                              | Terminus sud de l'AB-800                        |
| Comté de Cardston                           |                     | 33,00                               | AB-501 est – Beazer, Parc provincial de Police Outpost | Terminus ouest de l'AB-501, AB-501 non-indiquée |
| Comté de Cardston                           | Cardston            | 53,30                               | AB-2 sud (Main Street) – Carway                        | Terminus sud du multiplex avec l'AB-2           |
| Blood 148                                   | Cardston            | 54,00                               | AB-2 nord – Fort Macleod, Calgary                      | Terminus nord du multiplex avec l'AB-2          |
| Limite Blood 148–Comté de Cardston          |                     | 57,10                               | Traverse la rivière St. Mary                           | Traverse la rivière St. Mary                    |
| Comté de Cardston                           |                     | 58,30                               | AB-503 est                                             | Terminus ouest de l'AB-503                      |
| Comté de Cardston                           | 74,30               | AB-820 sud                          | Terminus nord de l'AB-820                              |                                                 |
| Comté de Cardston                           | Spring Coulee       | 76,80                               | AB-505 ouest                                           | Terminus est de l'AB-505                        |
| Comté de Cardston                           | Magrath             | 94,80                               | AB-62 sud – Del Bonita                                 | Terminus nord de l'AB-62                        |
| Comté de Cardston                           | Welling             | 102,60                              | AB-52 est – Raymond, Milk River, Coutts                | Terminus ouest de l'AB-52                       |
| Comté de Lethbridge                         |                     | 118,90                              | AB-508 est                                             | Terminus ouest de l'AB-508                      |
| Comté de Lethbridge                         | 121,80              | Aéroport de Lethbridge              |                                                        |                                                 |
| Ville de Lethbridge                         | Ville de Lethbridge | 129,10                              | AB-3 – Fort Macleod, Calgary, Medicine Hat             | Échangeur                                       |
| Ville de Lethbridge                         | Ville de Lethbridge | 129,10                              | Mayor Magrath Drive                                    | Continue vers le nord                           |
| - Terminus de multiplex                     |                     |                                     |                                                        |                                                 |